# Ilocos United FC
Der Ilocos United Football Club, auch unter ILO bekannt, ist ein 2017 gegründeter philippinischer Fußballverein aus Vigan City, Ilocos Sur. 2017 spielte der Verein in der höchsten Liga des Landes, der Philippines Football League.
Nach der Saison zog sich der Verein aus der ersten Liga zurück.

## Stadion
Seine Heimspiele trug der Verein im Quirino Stadium, auch bekannt als President Elpidio Quirino Stadium, in Bantay aus. Das Stadion hat ein Fassungsvermögen von 5000 Personen.

## Trainerchronik
Stand: 25. Januar 2022
| Trainer    | Nation                | von           | bis               |
| ---------- | --------------------- | ------------- | ----------------- |
| Ian Gillan | Schottland Australien | 1. April 2017 | 25. November 2017 |

## Saisonplatzierung
| Saison | Liga                        | Level | Teams | Platz | PFL Cup |
| ------ | --------------------------- | ----- | ----- | ----- | ------- |
| 2017   | Philippines Football League | 1     | 8     | 8.    |         |